# Medina luctuosa
Medina luctuosa är en tvåvingeart som först beskrevs av Johann Wilhelm Meigen 1824.  Medina luctuosa ingår i släktet Medina och familjen parasitflugor. Arten är reproducerande i Sverige. Inga underarter finns listade i Catalogue of Life.